# تنما اندیایه
تنما اندیایه (انگلیسی: Tenema N'Diaye؛ زادهٔ ۱۳ فوریهٔ ۱۹۸۱) بازیکن فوتبال اهل مالی بود.
از باشگاه‌هایی که در آن بازی کرده است می‌توان به باشگاه فوتبال متس، باشگاه فوتبال نانت، باشگاه فوتبال کاوالا، باشگاه فرهنگی ورزشی دبی، باشگاه فوتبال الهلال، باشگاه فوتبال صفاقسی، باشگاه فوتبال نئا سالامیس فاماگوستا، باشگاه فوتبال الملعب تونس، باشگاه ورزشی جولیبا، باشگاه فوتبال الوحده امارات، باشگاه فوتبال هنگ کنگ رنجرز، و باشگاه فوتبال گرونوبل فوت ۳۸ اشاره کرد.
وی همچنین در تیم‌های ملی فوتبال زیر ۲۰ سال مالی، زیر ۲۳ سال مالی و مالی، بازی کرده است.